# Michael Theurillat
Pour les articles homonymes, voir Theurillat.
Michael Theurillat, né en 1961 à Bâle dans le canton de Bâle-Ville, est un romancier suisse de langue allemande. Il remporte le prix Friedrich-Glauser (de) en 2012 avec le roman policier Rütlischwur.

## Biographie
Michael Theurillat naît à Bâle en 1961. Il étudie l'histoire, les sciences économiques et l'histoire de l'art avant d'obtenir un doctorat en économie. Il travaille ensuite dans le domaine bancaire. Après un passage à la banque Sarasin, il rejoint l'Union de banques suisses et œuvre à sa fusion avec la Société de banque suisse pour donner naissance à la banque UBS.
Au début des années 2000, il quitte sa profession de banquier pour devenir écrivain. Il publie en 2002 son premier roman policier, Im Sommer sterben, avec pour personnage principal le commissaire Eschenbach qui devient par la suite un personnage récurrent dans l’œuvre de l'auteur. Theurillat poursuit sa carrière et publie Eistod en 2007 et Sechseläuten en 2009.
En 2011, il publie son quatrième roman, Rütlischwur, une histoire policière qui évoque les machinations du monde financier sous couvert d'une nouvelle enquête du commissaire. Le quotidien suisse Der Bund révèle que l'auteur a utilisé des passages d'articles issus de Wikipédia, sans en faire mention, dans ce nouveau roman policier. Theurillat reconnaît par la suite s'être inspiré d'articles du site pour son roman . Il remporte l'année suivante le prix Friedrich-Glauser (de).
En 2016, le commissaire connaît une cinquième aventure avec le roman Wetterschmöcker.
Ces œuvres ne sont pas traduites en français.

## Œuvre

### Romans
- Im Sommer sterben (2005)
- Eistod (2007)
- Sechseläuten (2009)
- Rütlischwur (2011)
- Wetterschmöcker (2016)
- Lenz (2018)

## Essai
- Der Schweizer Aktienmarkt : eine empirische Untersuchung im Lichte der neueren Effizienzmarkt-Diskussion (1996)

## Prix et distinctions
- Prix Friedrich-Glauser (de) en 2012 pour Rütlischwur